# سارة روبرتس
سارة روبرتس (بالإنجليزية: Sarah Roberts)‏ هي ممثلة أسترالية، (ولدت في ملبورن في أستراليا القرن 20 و 1984  م).

## وصلات خارجية
- سارة روبرتس على موقع IMDb (الإنجليزية)
- سارة روبرتس على موقع قاعدة بيانات الفيلم (الإنجليزية)